# Trachystemon
Genre
Classification phylogénétique
Le genre Trachystemon regroupe deux espèces de plantes herbacées de la famille des Boraginacées originaires d'Europe et d'Asie mineure.

## Position taxonomique
Le genre Trachystemon appartient à la sous-famille des Boraginoideae.
Ce genre, réduit à deux espèces, a été décrit par David Don en 1832, à partir d'un examen de l'espèce Borago orientalis L. : il en fait l'espèce du nouveau genre. Le nom du genre a été formé à partir de τραχύς - rêche - et στημων - étamine -.
En 1837, Carl Friedrich von Ledebour décrit le genre Nordmannia, sur la base de Nordmannia cordifolia Ledeb. ex Nordm., espèce synonyme à Borago orientalis L., c'est-à-dire Trachystemon orientalis (L.) G.Don. Il s'agit donc d'un nom superflu.
En 1846, Augustin Pyrame de Candolle et Alphonse Pyrame de Candolle, renomment le genre Trachystemon en Psilostemon et créent ainsi un genre synonyme.
En 1928, Mihail Gușuleac crée le genre Procopiania qui reprend une seule espèce du genre Trachystemon : Procopiania cretica (Willd.) Gușul.
Enfin, en 1967, Hans Runemark place les deux espèces dans le genre Symphytum.
Malgré une prudence généralisée des index, le genre Trachystemon semble actuellement s'imposer, au moins pour l'espèce Trachystemon orientalis (choix en particulier de l'index GRIN).

## Description
Le genre est composé de plantes herbacées vivaces, de petite taille et couvertes d'une pilosité abondante.
Les fleurs sont pédonculées, en cymes lâches. Elles sont bleues ou blanches azurées, au calice à cinq échancrures. La corolle a un tube cylindrique, à cinq lobes linéaires. Elle porte cinq étamines avec, à la base, cinq glandes protectrices couvertes de poils.

## Liste des espèces
La liste des espèces a été constituée à partir des index IPNI (International Plant Names Index) et Tropicos (index du Jardin botanique du Missouri) à la date de septembre 2011 :
- Trachystemon creticum (Wildd.) D.Don ex G.Don[3]
- Trachystemon orientalis (L.) G.Don